# Alois Zott
Alois Zott (Augsburg, 8 luglio 1856 – Planegg, 11 maggio 1913) è stato un matematico, fisico e alpinista tedesco,  fu un alpinista di successo e un pioniere alpino della fine del 1800, uno dei primi scalatori senza guida, soprattutto nel Wilder Kaiser e nel Wetterstein.

## Biografia
Alois Zott nacque a Augsburg nel 1856, studiò con Wilhelm von Beetz all'Università tecnica di Monaco di Baviera. Dal 1889 al 1891 Zott fu insegnante di matematica e fisica presso la Reale Università di Vienna, presso la Ludwigs-Kreisrealschule di Monaco e dal 1892 al 1905 anche al Gymnasium di Landshut, in seguito fu insegnante a Passavia e Monaco di Baviera. Dal 1905-06 fu membro della Società di Scienze Naturali di Passavia.
Membro dell'Associazione Alpina Accademica di Monaco di Baviera, fu un alpinista di successo e un pioniere alpino della fine del 1800, uno dei primi alpinisti senza guida, soprattutto nel Wilder Kaiser e nel Wetterstein. Solo alla fine degli anni Settanta dell'Ottocento si formò a Monaco un piccolo gruppo di alpinisti particolarmente capaci, tra cui Franz Kilger, Heinrich Schwaiger e lo stesso Alois Zott. Nel luglio 1881 Alois Zott, Josef Zametzer e Heinrich Zametzer salirono sul Totenkirchl attraverso un difficile camino, che successivamente venne nominato il "camino Zott", e poi attraverso il "camino Rose". Si trattò della seconda salita del Totenkirchl lungo una nuova via. Riuscirono a raggiungere il camino solo con l'aiuto di un rampino. Il 7 gennaio 1882 gli scalatori Ferdinand Kilger, Heinrich Schwaiger, Josef e Heinrich Zametzer e lo stesso Alois Zott effettuarono la prima ascensione invernale salendo da Platt alla vetta occidentale dello Zugspitze di 2.962 m, la cima più alta dei Monti del Wetterstein e allo stesso tempo la montagna più alta della Germania.
Alois Zott conobbe il giovane alpinista Georg Winkler nel 1886 quando costui gli propose di accompagnarlo in una scalata al Totenkirchl, ma fu respinto per via della troppo giovane età. Il giorno della scalata, attese, nascosto, Zott ed i suoi compagni alla base della parete. Zott non riuscì a salire il camino iniziale, che pure aveva superato cinque anni prima; quando Zott si arrese, Winkler uscì dal nascondiglio, e chiese di provare a salire. Ottenuto il permesso, superò il camino con agilità, e dall'alto offrì la corda al resto della compagnia. In seguito a quest'episodio, tra Winkler e Zott si stabilì una forte amicizia e da allora scalarono insieme fino allasua precoce morte avvenuta nel 1888. Il 12 agosto del 1886 i due arrampicarono per la prima volta la vetta la Cima della Madonna nelle Pale di San Martino. Winkler,  alpinista di Monaco di Baviera, considerato oggi una figura di spicco dell’alpinismo e considerato il primo arrampicatore moderno, superò per primo, in quell'occasione, passaggi di IV grado superiore sebbene avesse avuto in Aloïs Zott e Robert Hans Schmitt due formidabili compagni di cordata. Tra il 1886 e il 1887 Zott con gli amici Schmitt e Winkler scalarono numerose cime delle Dolomiti, fra cui: la Punta Grohmann, Croda da Lago, Cima piccola di Lavaredo, Pala di San Martino, Cima Canali, Sass Maor, Croda Rossa di Sesto e la Croda dei Toni. L'11 maggio 1913 Zott morì a Planegg, vicino a Monaco.

## Carriera alpinistica
- 1881 Salita al Totenkirchl, "Zottkamin-Rosenkamin", III, 250 HM, 2.193 m, (Wilder Kaiser);
- 1882 Salita al Kleinkaiserl da Schneekar "Normalweg", II, 150 HM, 2.216 m, (Wilder Kaiser);
- 1882 Salita invernale allo Zugspitze-vetta ovest, 2.962 m, (Wettersteingebirge);
- 1886 salita al Totenkirchl "Zottkamin", III, 250 HM, 2.193 m, (Wilder Kaiser);
- 1886 Salita al Totensessel via Totensesselschlucht, III, 1.745 m, (Wilder Kaiser);
- 1886 Ottava salita al Sass Maor, 2.814 m, (Pale di San Martino);
- 1886 Salita al Sass Maor torre ovest, (Pale di San Martino)
- 1886 Salita alla Cima della Madonna tramite il "Winklerkamin", 2.733 m, (Pale di San Martino, Dolomiti)
- 1894 Primo tentativo al Grande campanile sulla cresta nord, 2.514 m, (Wetterstein)
- 1894 Primo tentativo alle Torri del Vajolet, Torre Stabeler, lato est sopra la Stabelerscharte "Stabler", IV, 2.805 m, Catinaccio);
- 1894 Primo tentativo alla Winklerturm da ovest dalla Stabelerscharte "Via normale", 2.800 m, (Torri del Vajolet), Catinaccio);
- 1894 Primo tentativo alla Winklerturm parete ovest in discesa, IV, 80 HM, 2.800 m, (Torri del Vajolet, Catinaccio); salita all'Öfelekopf, 2.469 m, (Wetterstein); seconda salita al Kaltwasserkarspitze, 2.733 m, (Karwendel); seconda salita al Sonnenspitze, 2.660 m, (Karwendel); salita al Roßlochgipfel (Karwendel)[1][2].

## Scritti
- Sulla permeabilità relativa di vari diaframmi e sulla loro applicabilità come setti dialitici. In: Annali di fisica e chimica. Volume 263, Giov. Ambr. Barth, Lipsia 1886, pp. 229–289.